# 58145 Gus
58145 Gus è un asteroide della fascia principale. Scoperto nel 1986, presenta un'orbita caratterizzata da un semiasse maggiore pari a 2,3058723 au e da un'eccentricità di 0,2053396, inclinata di 4,41165° rispetto all'eclittica.